# Ermita de la Virgen de la Ermitana
La Ermita de la Virgen de la Ermitana (en valenciano Mare de Déu de l'Ermitana) de Peñíscola está situada en lo alto del peñón de esta ciudad, adosada al castillo.

## Historia
Sancho de Echevarría, gobernador militar de Peñíscola, por la fidelidad a la causa borbónica de la población en la Guerra de Sucesión, hizo construir la ermita, que sustituía la pequeña capilla situada en el mismo lugar. Se edifica entre 1708 y 1714 adosada al castillo, en el que se integra, con características claramente defensivas.

## Arquitectura

### Estructura
La planta del templo es de cruz latina con una nave con dos capillas a cada lado. El crucero tiene cúpula y en los pies hay un coro alto. La nave, el transepto y el presbiterio se cubren con bóveda de cañón, la nave con lunetos. La cabecera es plana con un templete realizado con piedra de Tortosa.

### Fachada
La fachada está rematada por una cornisa mixtilínea con pináculos, y enmarcando el escudo de Felipe V. En el centro se observa una portada con dintel con sillares almohadillados decorados con motivos militares, hecho poco usual en una iglesia, pero que ésta tiene su justificación debido en su origen. Este acolchado es una réplica del que hay en el Portal Oscuro de la muralla renacentista.
Integrada en el lado del Evangelio de la fachada, se eleva la torre campanario, de planta cuadrada y de dos cuerpos, decorada en el frontis por un gran escudo. La torre, un siglo más adelante será imitada por el campanario del Templo Parroquial de Santa María de Peñíscola.
Como curiosidad, y contra la costumbre de ornamentar con motivos religiosos, en esta fachada se encuentran grabados en la piedra a los lados de la puerta principal motivos militares como cañones, tambores de guerra, entre otros.

## Festividad y tradiciones
La festividad de la Virgen de la Ermitana se celebra el 8 de septiembre con unas danzas típicas.
Según la leyenda, la imagen la trajo el apóstol Santiago en la península, y que con la llegada de los musulmanes fue escondida en una cueva, y cuando la conquista cristiana se volvió a recuperar.

## Galería

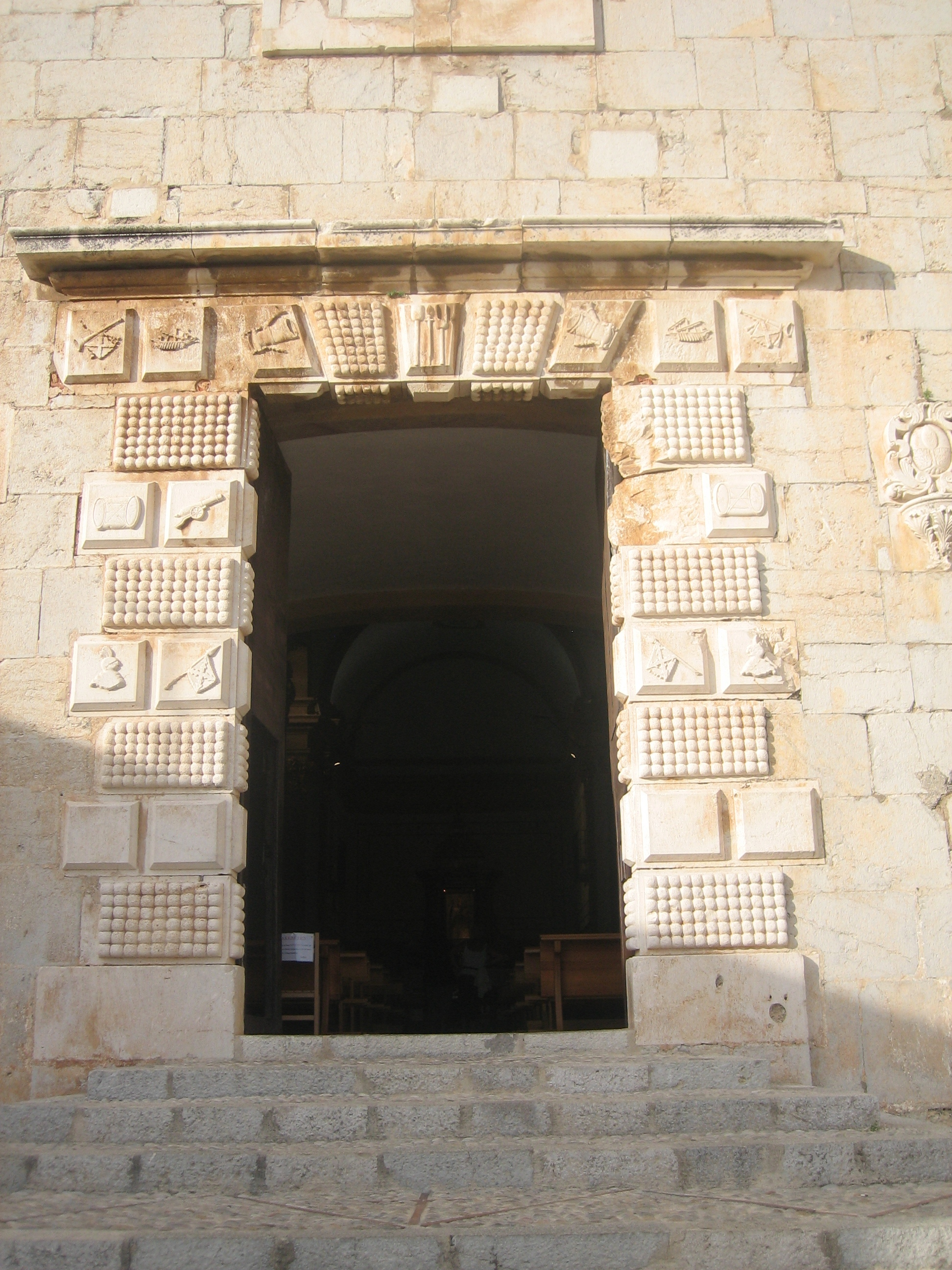
Portada.
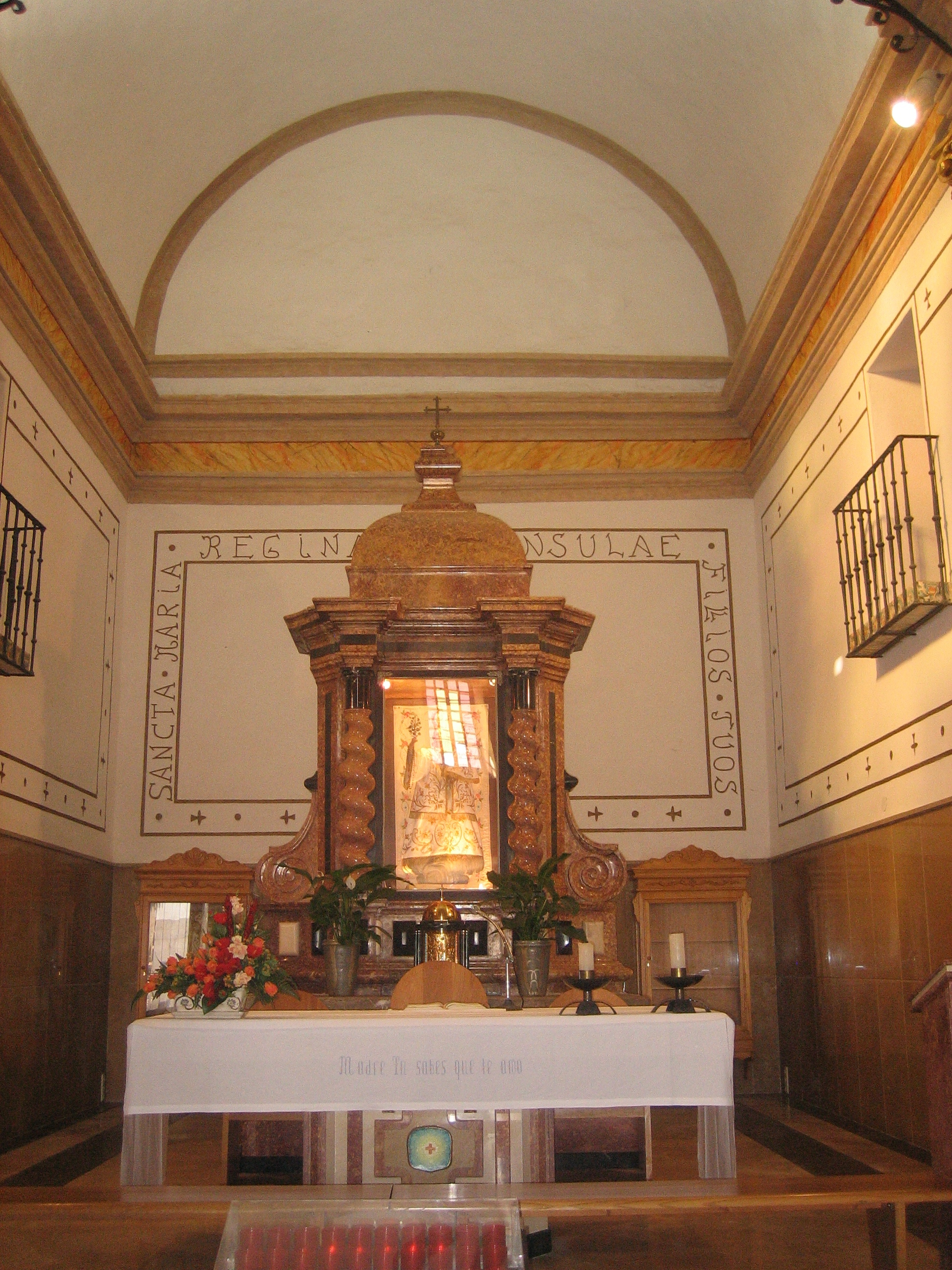
Altar mayor.
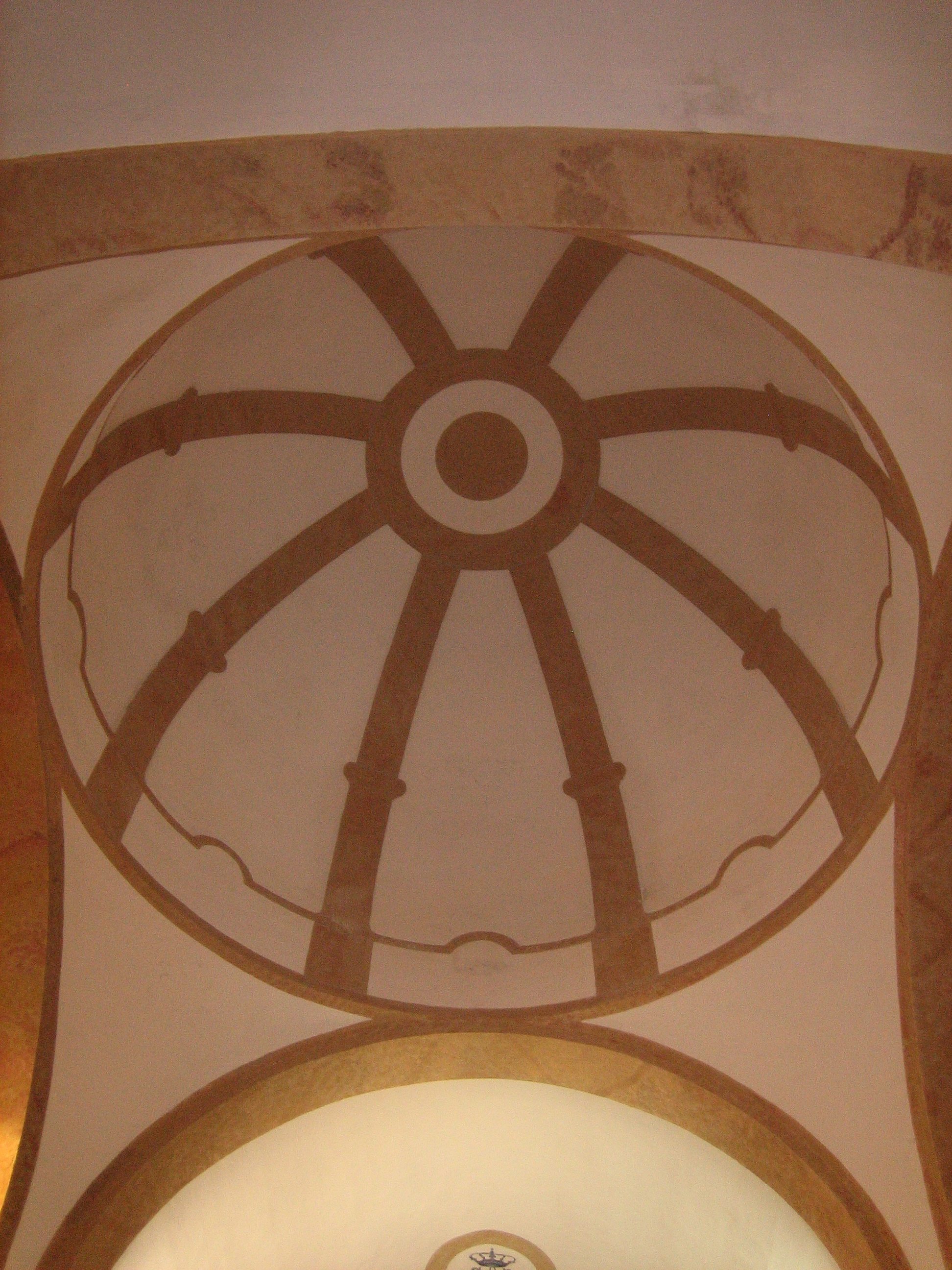
Cúpula.